# Liste der Bodendenkmale in Sülfeld
In der Liste der Bodendenkmale in Sülfeld sind die Bodendenkmale der Gemeinde Sülfeld nach dem Stand der Bodendenkmalliste des Archäologischen Landesamts Schleswig-Holstein von 2016 aufgelistet. Die Baudenkmale sind in der Liste der Kulturdenkmale in Sülfeld aufgeführt.
| Denkmal-ID           | Befundart           | Bezeichnung                                                           | Zeitstellung                   | Lage | Bemerkungen | Bild |
| -------------------- | ------------------- | --------------------------------------------------------------------- | ------------------------------ | ---- | ----------- | ---- |
| aKD-ALSH-Nr. 004 563 | Grabmal > Grabhügel | Grabhügel                                                             | Vor- und/oder Frühgeschichte   |      |             |      |
| aKD-ALSH-Nr. 004 564 | Grabmal > Grabhügel | Grabhügel                                                             | Vor- und/oder Frühgeschichte   |      |             |      |
| aKD-ALSH-Nr. 004 565 | Grabmal > Grabhügel | Grabhügel                                                             | Vor- und/oder Frühgeschichte   |      |             |      |
| aKD-ALSH-Nr. 004 566 | Altweg, Hafen       | Weg/Furt/Wasserstraße/Hafen „Alster-Beste-Kanal“, „Pastoratsschlucht“ | Spätmittelalter, Frühe Neuzeit |      |             |      |
| aKD-ALSH-Nr. 004 567 | Altweg, Hafen       | Weg/Furt/Wasserstraße/Hafen „Alster-Beste-Kanal“, „Sülfelder Brücke“  | Spätmittelalter, Frühe Neuzeit |      |             |      |